# 大津バイパス

大津バイパス（おおづバイパス）は、熊本県菊池郡大津町から菊陽町に至る国道57号のバイパス道路である。大津町室交差点以東は国道325号と重複している。

## 概要
- 距離 5.1km（バイパス：4.2km　現道拡幅：0.9km）
- 起点 熊本県菊池郡大津町大字吹田
- 終点 熊本県菊池郡菊陽町中尾
- 車線 4車線

## 沿革
- 1972年9月 バイパス区間が2車線で全線開通[1]。
- 2005年1月 全線4車線供用開始[2]。

## 交差する道路
| 交差する道路                                    | 交差する道路                       | 交差する場所  | 交差する場所 | 犬飼から (km) |
| ----------------------------------------------- | ---------------------------------- | ------------- | ------------ | ------------- |
| 国道57号・国道325号(阿蘇・高森方面)             |                                    |               |              |               |
| 熊本県道339号北外輪山大津線 (阿蘇方面迂回路)    | 熊本県道225号山西大津線 (西原方面) | 菊池郡 大津町 | 引水         | 90.2          |
| 熊本県道30号大津植木線 (旧・国道57号)           | -                                  | 菊池郡 大津町 | 引水         | 90.7          |
| 熊本県道202号矢護川大津線                       | -                                  | 菊池郡 大津町 | 引水         | 92.1          |
| -                                               | 熊本県道202号矢護川大津線          | 菊池郡 大津町 | 大津         | 92.6          |
| 国道325号・国道443号 （山鹿・菊池方面）         | 国道443号 （益城・空港方面）       | 菊池郡 大津町 | 室           | 94            |
| 熊本県道337号熊本菊陽線 (旧・国道57号 熊本方面) | -                                  | 菊池郡 菊陽町 | 原水         | 94.7          |
| 国道57号菊陽バイパス（熊本方面）                |                                    |               |              |               |

## 周辺情報
- 産交バス大津営業所
- 道の駅大津
- 大津町立大津小学校
- 熊本県立大津高等学校
- 大津町立大津中学校
- 肥後大津駅
- 大津警察署
- 菊池広域連合消防本部